# Fèlix Ennodi
Fèlix Ennodi (en llatí Felix Ennodius) (400 – abans de 461) va ser un procònsol d'Àfrica vers 420 o 423.
El seu pare, nascut cap al 380, podria haver estat el fill d'Ennodi, procònsol de l'Àfrica; aquest pare podria haver estat Flavi Constanci Fèlix (380 – 430), cònsol de Roma el 428, que es va casar amb Padúsia i era un avantpassat de Fèlix, cònsol el 511 (?). La seva mare (nascuda vers 385) era una filla de Flavi Juli Agrícola, cònsol de Roma el 421 i potser el pare de l'emperador Avit.
Fèlix Ennodi va ser el pare de: 
- Ennodi, possible, pare de Cynègia?
- Camil (430 - 461 o 479), viris inlustrus a Arles, llavors Arelate, el 461, que podria haver estat el pare de: 
  - Camilla (455 - després de 502), nobilior a Arles, llavors Arelate, parens d'Ennodi, mare de: 
    - ..., un clergue a Arles, llavors Arelate
- Una filla, possible, (morta vers 490), que va florir a Aquileia
- Firmí, possible, (435 - vers 485), virus nobilior a Arles, llavors Arelate, que podria haver estat el pare dels germans: 
  - Euprèpia (nascuda 465 o 470), mare de
    - Flavi Liceri Firmí Lupicí

  - Una filla
  - Una altra filla (nascuda vers 465), mare de:
    - Parteni (485 - 548), Patró el 542, casat amb la seva parenta (?) Papianil·la (490 - vers 530), filla d'Agrícola (440 - després de 507), viris inlustrus, sacerdot i fill de l'emperador Avit

  - Magne Fèlix Ennodi (473 o 474 - 521), bisbe de Pavia el 514

Un Fèlix Ennodi esmentat com a patrici de Provença vers 560, havia de ser parent si bé no es pot determinar com venia el parentiu.